# 萝岗街道
萝岗街道，是黃埔區下辖的一个乡镇级行政单位，也是萝岗中心区、黃埔區和廣州經濟技術開發區政府的所在地。
2003年4月，白雲區撤銷蘿崗鎮，設置蘿崗街道。同年5月，蘿崗街道轄內行政事務移交廣州經濟技術開發區管委會管理。

## 行政区划
萝岗街道下辖以下地区：
萝岗社区、萝峰社区、荔红社区、香雪社区、科城社区、罗兰社区、新福港社区和福成社区。

## 交通

### 地铁
- █广州地铁6号线：苏元站、萝岗站、香雪站
- █广州地铁7号线：萝岗站
- █广州地铁21号线：苏元站

### 有轨电车
- █黄埔有轨电车1号线：地铁香雪站、区少年宫（萝岗）站、线坑站、市民广场站、会议中心站、地铁水西站、峻泰路站

- █黄埔有轨电车2号线：地铁香雪站、黄埔图书馆站、下中路站、萝峰站、香雪大道东站、香雪公园站、玉岩路站